# Johannes a Lasco
Jan Łaski, užívající latinskou variantu Johannes a Lasco, známý také jako Jan Laský, Jan z Łaska, Jan Lascius, (1499 v Łasku – 8. ledna 1560, Pińczów) byl polský reformovaný teolog, duchovní, reformátor, mladší synovec svého jmenovce Jana Laského, primase Polska.

## Život
Byl původně katolickým knězem, později reformovaným pastorem a teologem. Byl to nejpřednější polský činovník reformace, humanista, spisovatel, překladatel a diplomat, sekretář polského krále Zikmunda I. Starého od r. 1521. Organizátor evangelických sborů v Anglii a východním Frísku, zakladatel Evangelické reformované (kalvínské) církve v Polsku. Bratranec primase Polska Jana Laského. Jediný polský činovník reformace evropského významu, uctěný na ženevském pomníku reformace. Zasloužil se o rozvoj spisovné polštiny a písemnictví a také polského humanismu a demokratických tradic.

### Léta studií a hledání
Jan Łaski se narodil do zámožné a vlivné rodiny polského šlechtického rodu jako syn Jaroslava, seradského vojevody a Zuzany z nedalekého hradu Buková Hora (Bąkowa Góra). Vzdělával se na dvoře svého strýce a jmenovce Jana Laského (1456–1531), velkokancléře království a později arcibiskupa a primase Polska. V letech 1514 až 1519 odjel na studia, prvně do Vídně a dále do Itálie, kde studoval teologické právo, starověkou literaturu a jazyky (latinu, řečtinu, němčinu a italštinu na univerzitách v Boloni a v Padově.
Podle přání strýce se věnoval kariéře v duchovenstvu, ale hlavně se chtěl seznámit s intelektuálními proudy doby. Z toho důvodu se roku 1525 vrátil na Západ. V Bazileji se spřátelil s vynikajícím humanistou Erazmem z Rotterdamu, bydlel v jeho domu několik měsíců, přispíval mu na jeho živobytí a nakonec odkoupil drahocenné Erasmovy knihovní sbírky při ponechání jich k Erasmově užití až do konce života. Později celý soubor přivezl do Polska na Laského pokyn Andrzej Frycz Modrzewski.
Západní Evropa se nacházela v bouřlivém čase vznikající reformace a Laský se seznámil s rozmanitými ideovými směry tohoto času. Poznal přední reformátory, jako Ulrich Zwingli, Joachim Camerarius, Johannes Oecolampadius, Albert Hardenberg, Martin Bucer a Filip Melanchton.